# 青木周平
青木 周平（あおき しゅうへい、1952年3月24日 - 2008年11月11日）は、日本の国文学者。國學院大學教授。専攻は上代文学。京都市出身。

## 略歴
- 1979年 - 國學院大學大学院博士後期課程満期退学。
- 1990年 - 「倭建命東征伝承と「言挙」」などの業績により、第7回上代文学会賞受賞。
- 2008年 - 食道がんのため死去、享年56。

## 著書

### 単編著
- 『古事記研究 歌と神話の文学的表現』（おうふう、1994年12月）
- 『古代文学の歌と説話』（若草書房、2000年10月）
- 『古事記受容史』（笠間書院、2003年6月）
- 『読む・知る・愉しむ 古事記がわかる事典』（日本実業出版社、2005年10月）
- 『古事記の文学研究（青木周平著作集上巻）』（おうふう、2015年3月）
- 『古代の歌と散文の研究（青木周平著作集中巻）』（おうふう、2015年11月）
- 『古代文献の受容史研究（青木周平著作集下巻）』（おうふう、2016年5月）

### 共編著
- 『日本文学概説』（共編、おうふう、1994年3月）
- 『日本神話事典』（共編、大和書房、1997年6月）
- 『万葉ことば事典』（共編、大和書房、2001年10月）
- 『萬葉集歌人研究叢書』全10冊（監修、クレス、2004年4月）
- 『天皇文業総覧』上（共編、若草書房、2004年7月）

| スタブアイコン | サブスタブ | この項目は、まだ閲覧者の調べものの参照としては役立たない、文人（小説家・詩人・歌人・俳人・作詞家・作家・放送作家・随筆家（コラムニスト）・文芸評論家）に関連した書きかけの項目です。この項目を加筆・訂正などしてくださる協力者を求めています（P:文学/PJ:作家）。 |